# Chinook (Montana)
Chinook ist eine Stadt im Blaine County des US-Bundesstaates Montana. Die Stadt ist Sitz der Countyverwaltung (County Seat) des Blaine County. Das U.S. Census Bureau hat bei der Volkszählung 2020 eine Einwohnerzahl von 1.185 ermittelt.

## Geografie
Chinook liegt in Nord-Montana, etwa 50 km von der Grenze zu Kanada entfernt. Die Stadt liegt am Lodge Creek an der Mündung in den Milk River. Chinook liegt am Highway 2 und hat einen kleinen Flughafen, den Edgar G. Obie Airport.

## Sehenswürdigkeiten
- Blaine County Museum, in dem unter anderem Ausstellungsstücke der Schlacht von Bear Paw zu besichtigen sind